# Conesus Lake
Conesus Lake es un lugar designado por el censo ubicado en el condado de Livingston en el estado estadounidense de Nueva York. En el año 2010 tenía una población de 2.584 habitantes.

## Geografía
Conesus Lake se encuentra ubicado en las coordenadas 42°48′36″N 77°42′21″O / 42.81000, -77.70583.